# Caeneus
Caeneus (/kaɪˈneɪəs/; Oudgrieks: Καινεύς, Kaineus) was een Lapithische held uit de Griekse mythologie. Volgens boek XII van Ovidius' Metamorfosen werd Caeneus geboren als vrouw (Caenis, /ˈkaɪnɪs/), een dochter van Atrax, en is hij later veranderd in een man. Ook de Griekse schrijver Antoninus Liberalis noemt Atrax als vader. In Fabulae 14 van de Romeinse schrijver Hyginus Mythographus wordt echter Elatus als Caenis' vader aangewezen. In de Argonautica (van Apollonius Rhodius) wordt Caeneus kort genoemd als vader van Coronus, een van de Argonauten. In de Bibliotheca (van Pseudo-Apollodorus) wordt Caeneus juist genoemd als zoon van Coronus, en wordt Caeneus zelf geschaard onder de Argonauten.

## Mythe
Nadat Caenis door Poseidon is verkracht, mag ze van de zeegod een wens doen. Hierop wenst ze een onkwetsbare man te zijn, zodat ze niet meer misbruikt kan worden. Aldus geschiedt, waarbij Caenis ook de naam 'Caeneus' krijgt.
Later in de strijd tussen de Lapithen en Centauren speelt Caeneus ook een rol. De strijd begint bij het huwelijk van Peirithoüs en Hippodame, leden van de Lapithen.  De Centauren waren ook uitgenodigd. Eurytes, een Centaur die door wijn dronken is, wordt hitsig door de verschijning van Hippodame, en sleurt haar mee. Andere Centauren roven ook elk een vrouw. Hierdoor ontstaat een strijd tussen de Lapithen en de Centauren. Caeneus doodt vele Centauren, waarop de andere Centauren boomstammen werpen op Caeneus, en hij bedolven raakt en zo sterft.
Later ziet Aeneas in de Onderwereld Caeneus, die dan "door het lot" weer in een vrouw is veranderd.

## Afbeeldingen

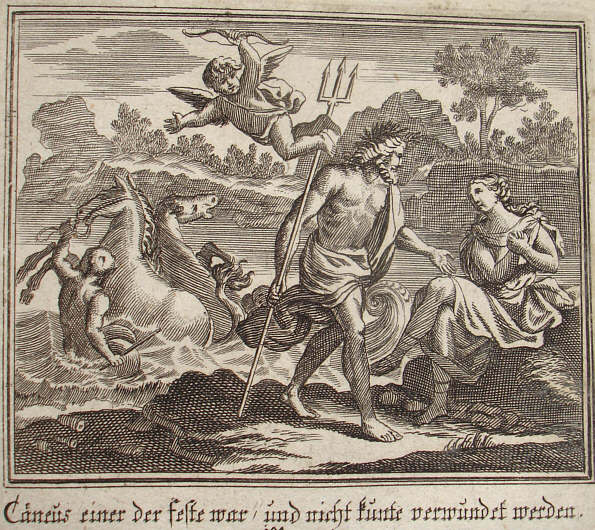
Poseidon en Caenis. Gravure uit een editie van Metamorphoses (1690)
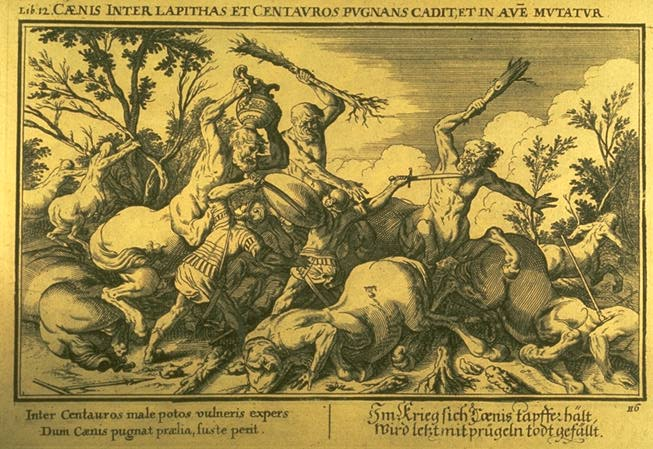
Caeneus in gevecht met centauren. Gravure uit een editie van Metamorphoses